# Domaniç,
Domaniç là một xã thuộc huyện, tỉnh Kütahya, Thổ Nhĩ Kỳ. Dân số thời điểm năm 2008 là người.